# Parvistoma
Parvistoma là một chi bọ cánh cứng trong họ 
Elateridae.
Chi này được miêu tả khoa học năm 1929 bởi Fleutiaux.

## Các loài
Các loài trong chi này gồm:
- Parvistoma godeli Fleutiaux, 1929
- Parvistoma tenuicorne Fleutiaux, 1902
- Parvistoma tenuicornis (Fleutiaux, 1902)